# 분자

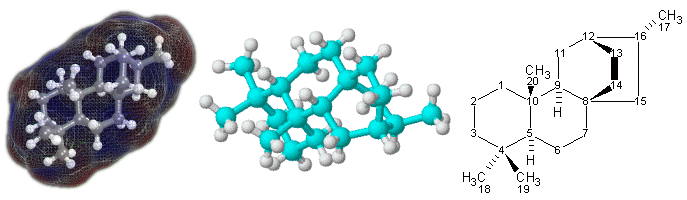
3차원 (왼쪽과 가운데), 2차원 (오른쪽)으로 나타낸 테르페노이드 분자.

분자(分子, 영어: molecule)는 한 개 또는 두 개 이상의 비금속 원자가 화학 결합에 의해 전기적으로 전하를 띠거나 중성을 띠는 원자 그룹으로, 물질의 고유한 성질을 가지는 가장 작은 단위 입자로서 정의된다. 비활성 기체처럼 원자 하나로 이루어진 원자 그룹을 의미하기도 한다.
분자라는 개념을 처음 제안한 것은 아보가드로로서 그의 분자설은 아보가드로의 법칙으로 나타난다.

## 분자 크기
대부분의 분자는 너무나도 작아서 사람의 육안으로 보이지 않는다. 가장 크기가 작은 분자는 이원자 분자인 수소(H2)로 원자간의 결합 간격은 0.74 옹스트롬이다. 일반적으로 유기 합성을 위하여 쓰이는 분자의 크기는 몇 안 되는 Å부터 수십 Å에 이른다. 단일 분자는 위에서 언급한 바와 같이 빛으로 관찰할 수 없으나 소분자와 각 원자의 윤곽은 원자간력 현미경을 이용하여 일부 환경에서 추적해 낼 수 있다.
분자라는 용어는 대개 기체상태로 존재하는 작은 규모의 공유 결합 그룹에서만 적용되는데, 이는 질소(N2), 산소(O2), 염소(Cl2)의 경우처럼 홑원소로 존재할 수도 있고, 물 분자(H2O)처럼 서로 다른 원소끼리 결합하여 분자를 이룰 수도 있다. 단백질이나 DNA처럼 분자의 크기가 매우 큰 것은 고분자로 분류되며, 다이아몬드의 경우처럼 탄소 원자간의 공유 결합이 끊임없이 이어져 통째로 하나의 분자로 존재하는 경우도 있다. 수소 결합(얼음 등)이나 이온 결합(염화 나트륨, 염화 칼슘 등)과 같은 비공유결합에 의해 결합된 경우 분자라고 부르지 않고 화학식 단위(formula unit)라고 칭한다.
흔히 생화학에서는 대부분의 생체 분자들이 유기 화합물에 속한다.
지각, 맨틀, 그리고 지구의 핵을 구성하는 친숙한 고체 물질들의 대다수는 많은 화학 결합들을 포함하지만, 그의 대다수가 연속적인 결정구조를 가지고 있지 않다. 비록 이것들이 종종 평면적인 분자(그래핀 등)나 입체적인 분자(다이아몬드, 석영, 염화나트륨 등)의 형태로 일시적으로 반복되는 결정구조를 포함하고 있더라도 말이다. 이것은 반복되는 결합 구조를 가지는 고체 금속이라도 그것이 분자로 이루어져 있지는 않다는 것을 의미한다. 또한 유리(혹은 유리와 같은 비결정질의 고체)에서는 원자들이 특정한 배열구조를 가지지 않고 무작위로 결합하고 있다.

## 역사와 어원
메리엄 웹스터와 Online Etymology Dictionary에 따르면 “분자”라는 단어는 라틴어 “몰” 또는 덩어리의 작은 단위로부터 유래된다.
프랑스어의 molécule(미립자,원자)라는 단어에서 유래된 말을 18세기 후반까지 오직 라틴어 형식으로 사용하여 molecula(질량, 장애물)로 불렀으며, 처음에는 모호한 의미였지만 단어의 유행은 르네 데카르트의 철학으로 거슬러 올라간다. 분자의 정의는 분자의 구조에 대한 지식이 쌓이는 만큼 발전해왔다. 분자에 대한 부족한 지식은 분자를 그들의 구성과 화학적 성질들을 유지하는 순수한 화학 물질의 가장 작은 입자라는 다소 정확성이 떨어지는 정의를 내렸다. 예를 들어 바위, 소금, 금속 같은 평범한 경험에서의 물질들이 화학적으로 결합한 원자나 이온의 큰 결정계로 구성되어 있으나 분자들로 이루어져있지는 않다는 것이 밝혀진 이후로 초기 분자의 정의에 대한 신뢰도가 떨어졌다.

## 결합하는 방법
분자들은 공유 결합에 의해 결합되어 있다. 비금속 원소의 몇몇 종류만이 보통의 조건에서 분자 상태로 존재한다. 예를 들어 수소(H)는 주변에 반응물이 없는 상태에서 항상 수소 분자(H2)로만 존재한다. 화합물의 분자는 두 종류 이상의 원소들로 구성되어있다. 결합의 종류마다 결합의 세기나 유연성 등이 다르다. 예를 들면 이온 결합에 비해 공유 결합은 강력한 결합을 보여준다. 이 다양한 결합으로 다양한 물질들이 생기는 것이다.

### 공유결합
공유 결합은 주로 비금속 원자들 사이에 전자쌍을 공유하여 궤도를 안정시키려고 하는 결합으로, 이러한 전하쌍은 공유전자쌍 또는 결합쌍이라고 불린다. 주변 환경으로부터 각 원자간의 안정적인 에너지 균형을 이룬 상태에서 전자를 공유할 때 공유 결합이라고 불린다.

## 화학식의 종류
분자의 화학식은 각 원자의 원소기호, 원소나 원자의 수(이것처럼 아래첨자로 표기), 분자가 전하를 띌 경우 위첨자로(필요할 경우는 전하의 숫자도 함께 붙여서) +와 -같은 기호들을 표기한다.

### 실험식
실험식은 화학식의 가장 간단한 종류로, 화합물을 구성하는 원소들의 정수비를 최소로 줄인 것이다. 예를 들어, 물은 항상 수소 원자와 산소 원자가 2:1의 비율로 구성되어있으며, 분자 하나의 화학식을 H2O로 쓸 수 있다. 그리고 에탄올은 항상 탄소, 수소, 산소가 2:6:1의 비율로 구성되어있으며, 분자 하나의 화학식은 C2H6O로 쓸 수 있다. 그러나 이것은 분자의 종류를 확실하게 결정하지는 않는다. 예를 들어 디메틸에테르 또한 화학식이 C2H6O로, 에탄올과 같은 정수비를 가지고 있다. 이처럼 화학식은 같으나 배열 구조가 다른 분자들을 이성질체라 부른다. 또한 아세트산과 모든 단당류는 화학식이 Cn(H2O)m으로 분자 내에서 탄소, 수소, 산소가 항상 1:2:1의 고정된 비율로 구성되어있어 실험식이 모두 CH2O로 동일하나 단당류를 구성하는 총 원자의 수는 각자 다르다.

### 분자식
분자식은 분자를 구성하는 원자들의 정확한 수를 반영한다. 이성질체들은 다른 분자들이지만 같은 원자 구성비를 가질 수도 있으며, 실험식은 종종 분자식과 같지만 항상 그런 것은 아니다. 예를 들어 아세틸렌은 분자식C2H2를 갖지만 가장 간단한 원소의 정수비는 CH이며, 위에서 말햇듯이 아세트산(C2H4O2)과 단당류의 실험식은 모두 CH2O로 포름알데히드와도 같다(여기서 아세트산과 포름알데히드는 단당류로서의 성질을 갖지 않는다).
분자량은 종종 화학식으로부터 계산할 수 있고, 탄소-12의 원자량의 1/12과 동일하게 편리한 원자량 단위로 표기된다. 고체 결합에서, 화학식 단위라는 용어는 화학량적인 계산에서 사용된다.

### 구조식
구조식은 3차원적인 모양의 복잡한 구조를 갖는 분자들, 특히 네 개 이상의 다른 치환기와 결합한 원자들은 간단한 분자식에서는 그 분자의 구조를 정확하게 표현할 수 없다. 구조식은 결국 1차원의 화학식으로 설명되지만 그러한 화합물 명명법은 많은 단어들과 화학식의 부분이 아닌 용어들을 필요로 한다. 예를 들어 이산화탄소(CO2)는 O=C=O로, 사이안화수소(HCN)는 HC≡N과 같이 표기한다.

### 시성식
시성식은 분자의 특징적인 구조를 적절한 위치에 따로 표기하는 화학식으로, 분자의 특성을 확실히 알 수 있도록 작용기나 치환기 등을 강조하여 나타낸 식이다. 예를 들어 아세트산(C2H4O2)의 시성식은 산으로서의 작용기인 카복시기(-COOH)를 따로 표기하여 H3CCOOH와 같이 나타낸다.

## 분자 과학
초점이 화학에 있느냐 물리학에 있느냐에 따라 분자의 과학은 분자 화학 또는 분자 물리학이라 불린다. 분자 화학은 이온 결합을 형성하고 분해시키는 분자 사이의 상호작용을 지배하는 법칙들을 다루는 반면에 분자 물리학은 그들의 구조와 속성을 지배하는 법칙들을 다룬다. 그러나 사실 이 구분은 모호하다. 분자 과학에서, 분자는 두 개 이상의 원자로 구성된 안정된 상태로 구성되어 있다. 다원자성 이온들은 가끔 전기 전하를 띤 분자로서 유용하게 생각될 때가 있을지도 모른다. 불안정한 분자라는 용어는 매우 반응적인 종류에서 사용된다. 즉, 전자들과 자유 라디칼, 분자 이온, 리드베르크 분자, 전이 상태, 반데르발스 힘 또는 보스-아인슈타인 응축에서와 같은 충돌하는 원자들의 시스템인 핵들의 오래가지 못하는 집회(공명)이다.

### 분자 기하학
분자들은 진동하고 회전하는 운동을 통해 계속적으로 진동하는 것에 대해서 결합길이와 결합각에 고정된 평형 기하학적 구조를 가지고 있다. 하나의 순수한 물질은 같은 평균 기하학적 구조의 분자들로 구성되어 있다. 분자의 화학식과 구조는 그 특성, 특히 반응성을 결정하는 두 중요한 요인들이다. 이성질체들은 하나의 화학식을 공유하지만 그들의 다른 구조 때문에 보통 매우 다른 특성을 가지고 있다. 이성질체의 특정한 종류인 입체 이성질체는 매우 비슷한 이화학의 특성과 동시에 다른 생화학적 활동들을 가지고 있을지도 모른다.

### 분광 화학
분광 화학은 에너지(혹은 진동수)라고 알려진 면밀한 신호와 상호작용하는 분자들의 반응을 다룬다. 분자들은 에너지를 흡수하거나 방출하는 행위를 통하여 분자의 에너지 교환을 감지함으로써 분석될 수 있는 정량화된 에너지 준위를 가지고 있다. 분광 화학은 일반적으로 중성자나 전자 또는 고에너지의 엑스선과 같은 미립자들이 보통의 분자배열(결정에서처럼)로 상호작용하는 회절연구에 나타나있지 않다. 마이크로파 분광학은 주로 분자의 회전에서의 변화를 측정하고 외부의 공간에서 분자를 확인하기 위해서 사용될 수 있다. 적외선 분광법은 늘어남, 구부림, 비틀림 등의 운동을 포함한 분자의 진동에서의 변화를 측정한다. 이것은 분자에서의 결합 또는 작용기의 종류를 확인하기 위해서 주로 사용된다. 전자의 배열에서의 변화들은 자외선의 볼 수 있는 근적외선 빛에서 흡수선 또는 방출선을 만들고 색을 방출한다. 핵 공명 분광법은 실제로 분자에서 특정한 핵들의 환경을 측정하고 분자에서 다른 위치에 있는 원자들의 수를 특징짓기 위해서 사용될 수 있다.

### 이론적 양상
분자물리와 이론 화학에 의한 분자 연구는 크게 양자역학을 기반으로 하고 화학 결합을 이해하는데 필수적이다. 분자들 중 가장 간단한 것은 수소 분자 이온 H2+이고 모든 화학 결합들 중 가장 간단 한 것은 일전자 결합이다. 수소 분자 이온(H2+)은 양전하를 가지는 두 개의 양성자와 음전하를 가지는 전자로 구성되어있다. 이것은 계에서 슈레딩거 방정식이 전자와 전자의 반발의 부족 때문에 더 쉽게 해결될 수 있다는 것을 의미한다. 빠른 디지털 컴퓨터의 발달으로 더 복잡한 분자들을 위한 거의 정확한 해결책이 가능해졌고 컴퓨터 화학의 주요 양상들 중 하나이다. 원자들의 배열이 분자로 고려되기에 충분히 안정적이던지 아니던지 엄격히 정의하려고 할 때, IUPAC은 이것이 “적어도 하나의 진동상태를 제한하기에 충분히 깊은 퍼텐셜 에너지 표면에 있는 저기압에 일치해야만 한다.”고 제안한다. 이 정의는 분자 사이의 상호작용의 본질에 따르지 않고 오직 상호작용의 세기에 따른다. 사실, 이것은 전통적으로 He2와 같은 분자로서는 정의되지 않는 약한 결합 종들을 포함한다. 이것은 하나의 진동하는 속박상태를 가지고 있으며 매우 헐겹게 묶여 있어서 매우 낮은 기온에도 관찰될 수 있다. 원자들의 배열이 분자로 고려되기에 충분히 안정한지 안정하지 않은지는 본질적으로 사용가능한 정의이다. 그러므로 철학적으로, 분자는 기본적인 독립체가 아니다(예를 들어 반대로 소립자에 대해) 오히려, 분자의 개념은 우리가 관찰하는 세상에서 원자 크기의 상호작용의 세기에 대한 유용한 상태를 만드는 화학자의 방법이다.

## 같이 보기
- 원자
- 극성 (화학)
- 화학 구조
- 공유 결합
- 이원자 분자
- 화합물 목록
- 분자생물학
- 분자기하
- 분자 모델링
- 분자 다중기능성
- 분자 궤도
- 비공유결합성 상호작용
- 저분자